# Dittichenrode
Dittichenrode ist ein Ortsteil der Gemeinde Südharz im Landkreis Mansfeld-Südharz in Sachsen-Anhalt.

## Lage
Dittrichenrode liegt nördlich der Bundesautobahn 38 direkt an der Anschlussstelle Roßla, die über die Kreisstraße 2300 unmittelbar erreicht werden kann. Weiter südlich verläuft die Landesstraße 151 und die Bahntrasse Halle–Nordhausen. In der Niederung fließt die Helme Richtung Unstrut. Südlich befindet sich das Kyffhäusergebirge und nördlich liegen die Vorberge des Harzes.

## Geschichte

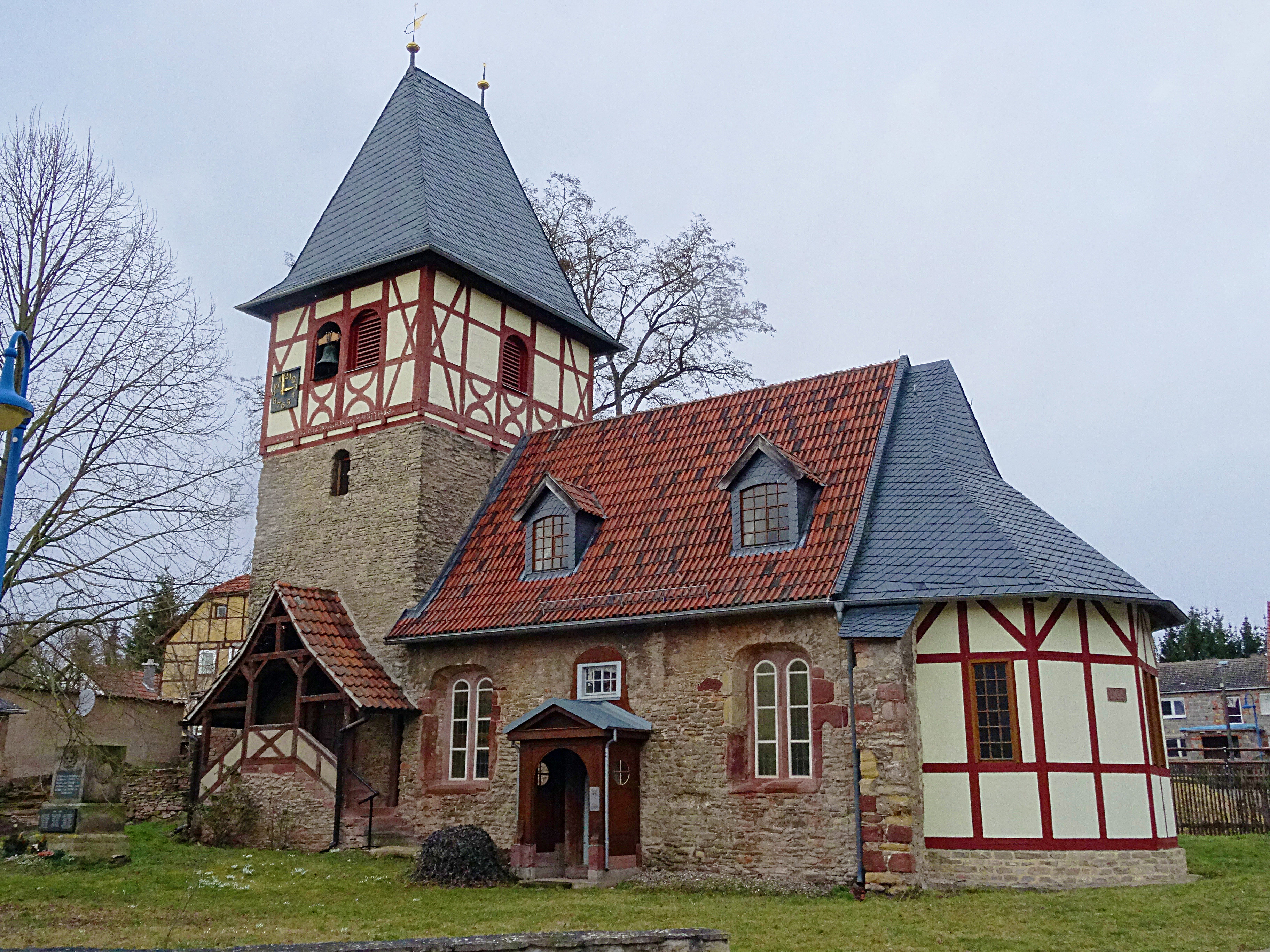
Dorfkirche St. Annen und Marien

Der Ort wurde erstmals im Jahre 1251 urkundlich erwähnt. Dittichenrode war ursprünglich ein freiherrliches adliges Gerichtsdorf. Der Ort bildete die Hauptniederlassung der alten Ritterherren von Tütcherode, die äußerst angesehen waren. Man fand ihre Namen oft als Zeugen in Schenkungsbriefen. Mit dem Tod von Hans Friedrich 1588 starb das edle Geschlecht von Tütcherode aus.
Im Jahre 1796 schenkte Graf Wilhelm der kleinen Gemeinde 200 Reichstaler zum Ausbau eines neuen Schulhauses, das jedoch 1965 geschlossen wurde.
Im Jahr 1973 wurde der Ort der Gemeinde Roßla zugeordnet und wurde zum Ortsteil, 2010 wurde Dittichenrode mit Roßla nach Südharz eingemeindet.
In der St.-Marien-und-Anna-Kirche von Dittichenrode fand Mitte der 1960er Jahre der letzte Gottesdienst statt. Mit Hilfe der Deutschen Stiftung Denkmalschutz und der Katharina und Gerhard Hoffmann Stiftung, Hamburg, wurde sie saniert, so dass die Gemeinde im Jahre 2010 die Kirche wieder in Besitz nehmen konnte.

## Verkehrsanbindung
Dittichenrode liegt direkt an der Bundesautobahn 38 und ist durch eine Landstraße mit der Bundesstraße 80 verbunden.